# Enicospilus pantanae
Enicospilus pantanae là một loài tò vò trong họ Ichneumonidae.